# Christy Smith
Christina Marie Smith, detta Christy (Oxford, 14 agosto 1975), è un'ex cestista e allenatrice di pallacanestro statunitense, professionista nella WNBA.

## Carriera
È stata selezionata dalle Charlotte Sting al secondo giro del Draft WNBA 1998 (17ª scelta assoluta).
Nell'aprile del 2016 è stata assunta come allenatrice della University of the Incarnate Word, incarico che ha mantenuto per tre stagioni.